# Clef-Vallée-d'Eure
Clef-Vallée-d'Eure es una comuna nueva francesa situada en el departamento de Eure, de la región de Normandía.

## Historia
Fue creada el 1 de enero de 2016, en aplicación de una resolución del prefecto de Eure de 4 de diciembre de 2015 con la unión de las comunas de Écardenville-sur-Eure, Fontaine-Heudebourg y La Croix-Saint-Leufroy, pasando a estar el ayuntamiento en la antigua comuna de La Croix-Saint-Leufroy.

## Demografía
| Gráfica de evolución demográfica de Clef-Vallée-d'Eure entre 1800 y 2013 |
|                                                                          |

Los datos entre 1800 y 2013 son el resultado de sumar los parciales de las tres comunas que forman la nueva comuna de Clef-Vallée-d'Eure, cuyos datos se han cogido de 1800 a 1999, para las comunas de Écardenville-sur-Eure, Fontaine-Heudebourg y La Croix-Saint-Leufroy de la página francesa EHESS/Cassini. Los demás datos se han cogido de la página del INSEE.

## Composición
| Comuna delegada        | Código INSEE | Población (2013) | Superficie (km²) | Densidad (hab./km²) |
| ---------------------- | ------------ | ---------------- | ---------------- | ------------------- |
| Écardenville-sur-Eure  | 27211        | 535              | 6.67             | 180                 |
| Fontaine-Heudebourg    | 27250        | 800              | 4.05             | 198                 |
| La Croix-Saint-Leufroy | 27191        | 1078             | 14.87            | 72                  |